# Ana Caterina Morariu
Ana Caterina Morariu, née le 20 novembre 1980 à Cluj-Napoca dans la région de la Transylvanie, est une actrice roumaine qui est principalement active en Italie.

## Biographie
Fille de la danseuse Marineta Rodica Rotaru installée en Italie, c'est là qu'elle étudie avant de suivre les cours du Centro sperimentale di cinematografia de Rome dont elle sort diplômée en 2002. Elle entame alors une carrière d'actrice qui la mène d'abord vers le théâtre, puis la télévision et le cinéma.
Elle est particulièrement connue en Italie pour son rôle récurrent dans la série Intelligence - Servizi & segreti (it) et ses apparitions dans de nombreux téléfilms et courtes séries. Au cinéma, elle a notamment joué pour Carlo Verdone dans le film Il mio miglior nemico, sa performance lui valant une nomination au David di Donatello de la meilleure actrice principale.
En 2015, elle tient l'un des rôles principaux de la série italienne Tutto può succedere de Lucio Pellegrini (it), remake italien de la série américaine Parenthood elle-même inspirée par la comédie Portrait craché d'une famille modèle (Parenthood) réalisé par Ron Howard en 1989. Elle apparaît ensuite dans la deuxième puis la troisième saison de cette série.
En 2017, elle incarne la sœur disparue d'Anna Valle dans la série télévisée Sorelle de Cinzia TH Torrini.

## Filmographie

### Au cinéma
- 2004 : Ocean's Twelve de Steven Soderbergh
- 2005 : Une fois que tu es né (Quando sei nato non puoi più nasconderti) de Marco Tullio Giordana
- 2006 : Era meglio rimanere a casa de Dino Santoro (court-métrage)
- 2006 : Il mio miglior nemico de Carlo Verdone
- 2008 : Il sangue dei vinti de Michele Soavi
- 2008 : Un attimo sospesi de Peter Marcias
- 2010 : Tutto l'amore del mondo de Riccardo Grandi (it)
- 2012 : Como estrellas fugaces d'Anna Di Francisca
- 2015 : Si accettano miracoli d'Alessandro Siani
- 2017 : Due uomini, quattro donne e una mucca depressa d'Anna Di Francisca

### À la télévision

#### Téléfilms
- 2004 : La Fuite des innocents (La fuga degli innocenti) de Leone Pompucci
- 2004 : Le cinque giornate di Milano de Carlo Lizzani
- 2005 : De Gasperi, l'uomo della speranza de Liliana Cavani
- 2006 : La buona battaglia - Don Pietro Pappagallo de Gianfranco Albano
- 2006 : La Sacra Famiglia de Raffaele Mertes (it)
- 2009 : Il mistero del lago de Marco Serafini (it)
- 2011 : Sarò sempre tuo padre de Lodovico Gasparini
- 2012 : Coupable d'infidélité (6 passi nel giallo : Omicidio su misura) de Lamberto Bava

#### Séries télévisées
- 2004 : Rome enquête criminelle (La omicidi)
- 2004 : La tassista de José María Sánchez
- 2004 : Le stagioni del cuore
- 2005 : Les Rois maudits de Josée Dayan
- 2007 : Guerre et Paix (War and Peace) de Robert Dornhelm
- 2008 : Le Commissaire De Luca (Il commissario De Luca, épisode Estate torbida) d'Antonio Frazzi
- 2008 : Donne assassine
- 2009 : Intelligence - Servizi & segreti (it) d'Alexis Sweet
- 2011 : Les Mystères de Salento (Il commissario Zagaria) d'Antonello Grimaldi
- 2011 : Il Commissario Montalbano (épisode L'età del dubbio) d'Alberto Sironi
- 2013 - 2015 : Squadra antimafia - Palermo oggi (saison cinq, six et sept)
- 2015 - 2018 : Tutto può succedere de Lucio Pellegrini (it) et Alessandro Angelini
- 2017 : Sorelle de Cinzia TH Torrini